# Brassens, le mécréant de Dieu
Brassens, le mécréant de Dieu est un récit biographique du journaliste Jean-Claude Lamy relatant des conversations et des souvenirs qu'il a en commun avec Georges Brassens.